# Марк Прітчард
Марк Прітчард (англ. Mark Pritchard; нар. 15 квітня 1971) — англійський електронний музикант, який наразі співпрацює з лейблом Warp. Він має велику дискографію, постійно змінюючи стилі та жанри, як у сольних проєктах під різними псевдонімами, так і в колабораціях.

## Дискографія

### Альбоми
- A Collection of Short Stories (Reload album)|A Collection of Short Stories (як Reload; Infonet, 1993)
- 76:14 (як Global Communication; Dedicated, 1994)
- New School Science (як Jedi Knights; Evolution, 1996)
- Extraordinary People (як Harmonic 33; Alphabet Zoo, 2002)
- Time Out of Mind (як Troubleman; Far Out, 2004)[6][7]
- Music for Film, Television & Radio Volume One (як Harmonic 33; Warp, 2005)
- When Machines Exceed Human Intelligence (як Harmonic 313; Warp, 2008)[8]
- 93 Million Miles (як Africa Hitech; Warp, 2011)
- Under the Sun (Warp, 2016)[9]
- Under the Sun: Expanded Vol. 1 (Warp, 2016)
- The Four Worlds (Warp, 2018)
- Tall Tales (з Томом Йорком; Warp, 2025)